# ULAF Perša Liga 2018
La ULAF Perša Liga 2018 è  il campionato di football a 8, secondo livello nazionale, organizzato dalla ULAF.
Avrebbero dovuto partecipare anche i Belaja Tserkov Hawks, che si sono invece iscritti in Top Liga.

## Squadre partecipanti
| Club                       | Città                  | Stadio | Sponsor ufficiale | Risultato nella stagione 2017 |
| -------------------------- | ---------------------- | ------ | ----------------- | ----------------------------- |
| Kamianets-Podilskyi Titans | Kam"janec'-Podil's'kyj |        |                   |                               |
| Poltava Panthers           | Poltava                |        |                   |                               |
| Zdolbuniv Eagles           | Zdolbuniv              |        |                   |                               |

## Stagione regolare

### Calendario

#### 1ª giornata
| Zdolbuniv 5 maggio 2018 | Zdolbuniv Eagles | 0 – 24 (a tavolino) | Kamianets-Podilskyi Titans |  |

#### 2ª giornata
| Kam"janec'-Podil's'kyj 19 maggio 2018 | Kamianets-Podilskyi Titans | 30 – 6 | Zdolbuniv Eagles |  |

#### 3ª giornata
| Poltava 16 giugno 2018 | Poltava Panthers | 0 – 6 | Zdolbuniv Eagles |  |

#### 4ª giornata
| Poltava 30 giugno 2018 | Poltava Panthers | 28 – 14 | Kamianets-Podilskyi Titans |  |

#### 5ª giornata
| Kam"janec'-Podil's'kyj 14 luglio 2018, ore 11:00 | Kamianets-Podilskyi Titans | 30 – 34 | Poltava Panthers | Stadion im. Tonkočeeva |

#### 6ª giornata
| Zdolbuniv 29 luglio 2018 | Zdolbuniv Eagles | 52 – 16 | Poltava Panthers |  |

### Classifica
La classifica della regular season è la seguente:
- PCT = percentuale di vittorie, G = partite giocate, V = partite vinte, P = partite perse, PF = punti fatti, PS = punti subiti

| Pos. | Squadra                    | PCT  | G | V | N | P | PF | PS  |
| ---- | -------------------------- | ---- | - | - | - | - | -- | --- |
| 1    | Kamianets-Podilskyi Titans | .500 | 4 | 2 | 0 | 2 | 96 | 68  |
| 2    | Poltava Panthers           | .500 | 4 | 2 | 0 | 2 | 78 | 102 |
| 3    | Zdolbuniv Eagles           | .500 | 4 | 2 | 0 | 2 | 64 | 70  |

## Verdetti
- Kamianets-Podilskyi Titans Vincitori della ULAF Perša Liga 2018